# Cattedrale di Santa Maria Regina del Santo Rosario
La cattedrale di Santa Maria Regina del Santo Rosario, a Galle, è la chiesa cattedrale della diocesi di Galle. L'edificio, in stile neobarocco, è stato ideato dall'architetto e frate spagnolo Benedict Martin, membro della Compagnia di Gesù, ed ultimato nel 1874.